# Agnes Island
Agnes Island är en ö i Australien. Den ligger i delstaten Queensland, omkring 1 200 kilometer nordväst om delstatshuvudstaden Brisbane. Arean är 0,14 kvadratkilometer.
I omgivningarna runt Agnes Island växer i huvudsak städsegrön lövskog. Genomsnittlig årsnederbörd är 1 995 millimeter. Den regnigaste månaden är februari, med i genomsnitt 509 mm nederbörd, och den torraste är augusti, med 20 mm nederbörd.